# Abarth Punto Supersport

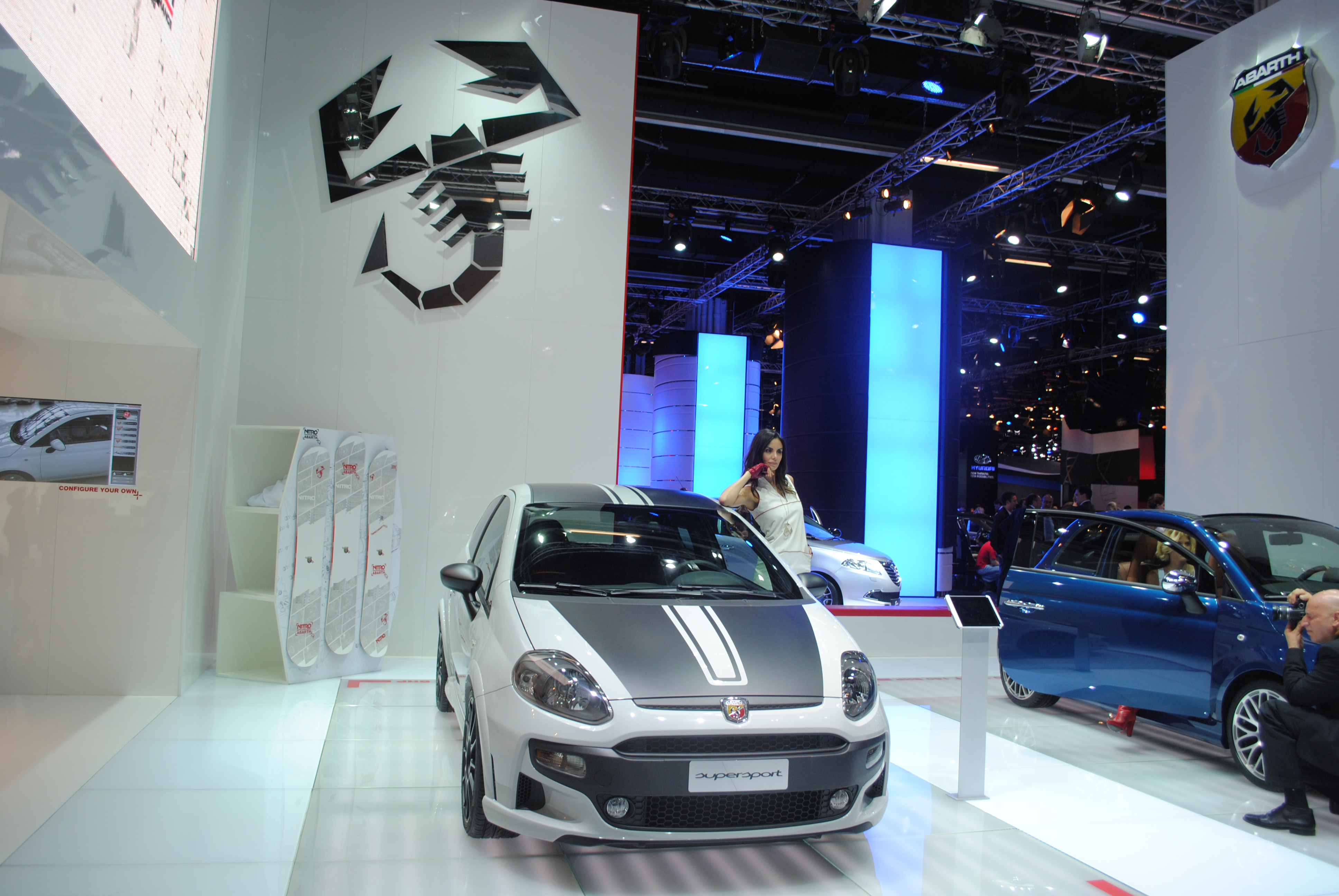
Abarth Punto Supersport

Der Abarth Punto Supersport ist ein Sportwagen von Fiat. Er basiert auf der Plattform des Kleinwagens Fiat Punto und wird unter der Marke Abarth angeboten.
Der Abarth Punto Supersport wurde ab Ende 2012 angeboten und der Basispreis lag bei 16.847 Euro (Brutto). Die Produktion wurde auf Grund der Abgasnorm EURO 6 Ende 2013 eingestellt.

## Technik und Ausstattung
Der Abarth Punto Supersport ist mit einem 1,4-Liter-Turbo-Ottomotor (Multi Air) mit Garret-Turbolader ausgestattet. Der Motor mit 1368 cm³ Hubraum leistet 132 kW (180 PS) bei 5750/min und das maximale Drehmoment ist 270 Nm bei 2500/min. Der Punto Supersport hat Frontantrieb und ein Sechsgang-Schaltgetriebe. Die Vorderräder sind einzeln an  MacPherson-Federbeinen mit Querlenkern und Stabilisator aufgehängt. Die Hinterradaufhängung ist eine Verbundlenkerachse mit Schraubenfedern und hydraulischen Stoßdämpfern. Dazu kommt eine elektrische Servolenkung Dualdrive sowie Antiblockiersystem (ABS) und elektronische Stabilitätskontrolle (ESP). Die Kunststoff-Innenausstattung des Fahrzeugs ist in vielen farblichen Varianten wählbar. Das Auto hat ein Leergewicht von 1195 kg.
Den Abarth Punto EVO SuperSport gab es nur in 4 Farben: Schwarz, Weiß, Rot und dem seltenen Grau.
In den letzten beiden Produktionsmonaten kamen noch 2 Sondermodelle (RED Edition und Double-Black Edition) auf den Markt.

## Fahrleistungen
Das Fahrzeug beschleunigt in 7,5 Sekunden von 0 auf 100 km/h, die Höchstgeschwindigkeit beträgt 216 km/h. Der Verbrauch liegt bei 6,1 L/100 km. Die Schadstoffklasse ist EURO 5, der CO2-Ausstoß beträgt 142 g/km.